# Lily Donaldson
Pour les articles homonymes, voir Donaldson.
Lily Donaldson est un mannequin britannique née le 27 janvier 1987 à Londres.

## Biographie
Lily Donaldson est découverte à l'âge de seize ans alors qu'elle fait du shopping à Londres.
En 2004, elle débute en posant pour le magazine Vogue UK et en apparaissant dans une campagne publicitaire pour la marque Burberry, photographiée par Mario Testino. Puis, seulement un an après, elle est nommée mannequin de l'année lors des « British Fashion Awards ».

### Mannequinat
Elle est aussi l'un des mannequins préférés d'Alber Elbaz, le styliste de Lanvin.
En 2007, elle pose en couverture du Vogue américain de mai (qui a pour titre The World's Next Top Models) avec Doutzen Kroes, Caroline Trentini, Raquel Zimmermann, Sasha Pivovarova, Agyness Deyn, Coco Rocha, Hilary Rhoda, Chanel Iman  et Jessica Stam.
Lily décrit sa profession comme un melting pot où les mannequins viennent toutes de pays différents, avec une autre culture, pour finalement se rencontrer lors des défilés.
La même année, le Vogue britannique (édition de septembre) la nomme « head girl », c'est-à-dire, le mannequin à surveiller pour les années à venir.
En 2008, elle est de nouveau le visage de la maison Burberry.
Lily a défilé pour Victoria's Secret de 2010 à 2016. Elle a porté le Swarovski Outfit en 2014.

## Couvertures de magazines et publicités

### Couvertures de magazines
- Vogue (Australie, Chine, Italie, Japon, Corée, Russie, Espagne, Royaume-Uni, États-Unis)
- Harper's Bazaar (Brésil, Chine, République tchèque, Mexique, Russie, Turquie, États-Unis)
- Numéro (France, Tokyo)
- Glamour (Allemagne)
- Muse (Italie)
- W (Corée)
- Elle (Pologne)
- Marie Claire (Espagne)
- i-D (Royaume-Uni, États-Unis)
- V Magazine (États-Unis)

### Publicités
Gucci, Chanel, Balenciaga, Dior, Dolce & Gabbana, Jil Sander, Roberto Cavalli, Valentino, Emanuel Ungaro, Max Mara, 7 for all mankind, Americana Manhasset (en), Biotherm, Burberry, Calvin Klein, Gap, H&M, Hugo Boss, JOOP! (en), Kenzo, Lanvin, Miss Sixty (en), Monsoon Accessorize, Mulberry, Sportmax, Tiffany & Co., Topshop, Uniqlo et d'autres.

### Vie privée
Depuis 2013, Lily Donaldson est en couple avec Cyprien Gaillard.